# Li Rongxiang
Li Rongxiang (né le 18 janvier 1972 dans la province du Zhejiang) est un athlète chinois spécialiste du lancer du javelot. 

## Carrière

### Palmarès
| Année | Compétition           | Lieu     | Résultat | Performance |
| ----- | --------------------- | -------- | -------- | ----------- |
| 1998  | Championnats d'Asie   | Fukuoka  | 2e       | 77,48 m     |
| 1998  | Jeux asiatiques       | Bangkok  | 3e       | 78,57 m     |
| 1999  | Championnats du monde | Séville  | 17e      | 79,24 m     |
| 2001  | Championnats du monde | Edmonton | 9e       | 81,80 m     |
| 2002  | Championnats d'Asie   | Colombo  | 1er      | 82,75 m     |
| 2002  | Jeux asiatiques       | Busan    | 1er      | 82,21 m     |
| 2003  | Championnats d'Asie   | Manille  | 1er      | 79,25 m     |
| 2003  | Championnats du monde | Paris    | 10e      | 78,24 m     |
| 2004  | Jeux olympiques       | Athènes  | 15e      | 79,94 m     |
| 2005  | Championnats du monde | Helsinki | 18e      | 74,95 m     |
| 2005  | Championnats d'Asie   | Incheon  | 1er      | 78,28 m     |
| 2006  | Jeux asiatiques       | Doha     | 3e       | 76,13 m     |

### Records
Son record personnel au lancer du javelot est de 84,29 m, réalisé à Chengdu en 2000.